# Walerian Tumanowicz

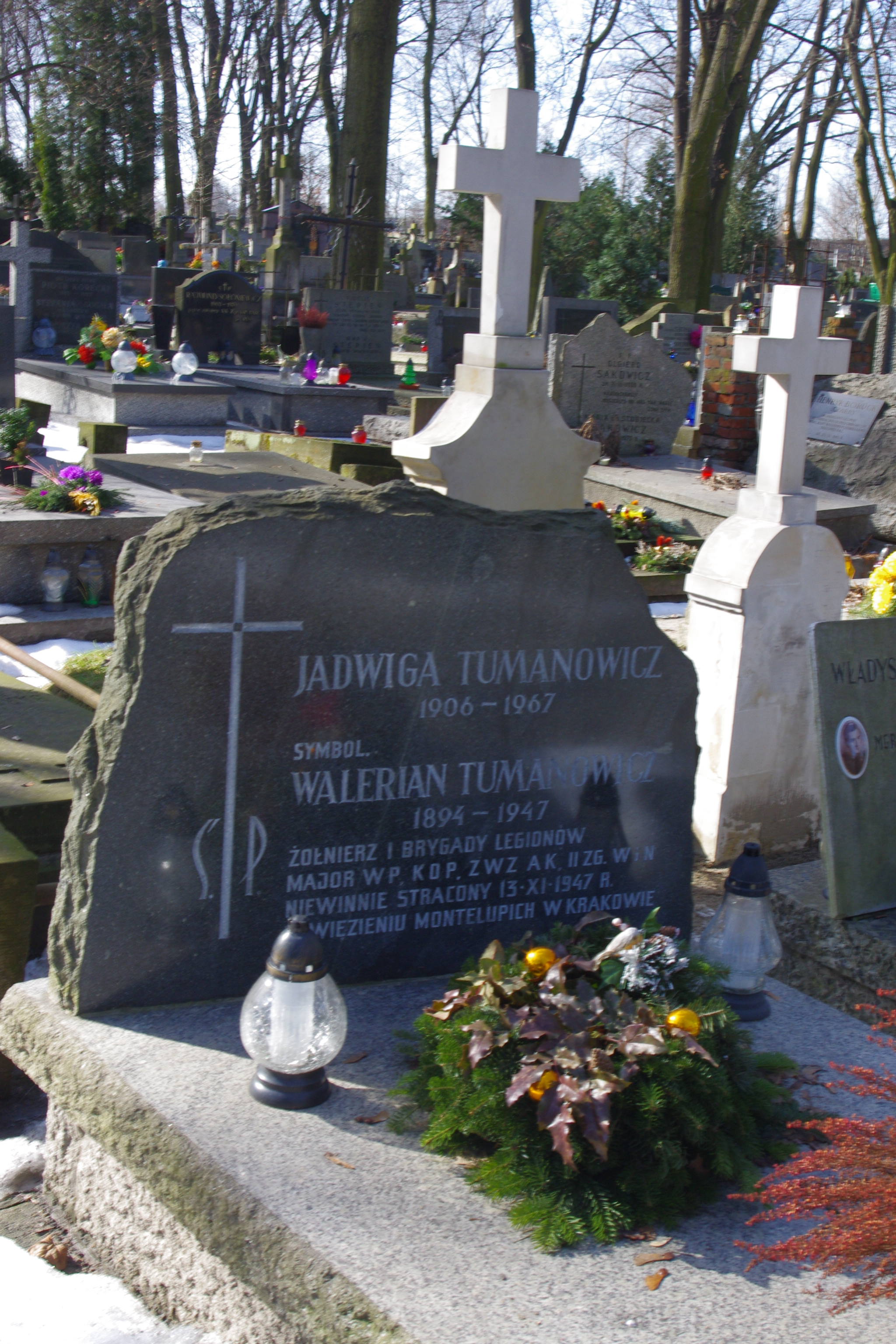
Grób symboliczny Waleriana Tumanowicza w Warszawie

Walerian Józef Tumanowicz, ps. „Jagodziński” (ur. 1 marca 1894 w Banilli Ruskiej, zm. 13 listopada 1947 w Krakowie) – Ormianin, żołnierz Legionów Polskich, major piechoty Wojska Polskiego, oficer ZWZ-AK oraz DSZ, „NIE” i WiN.

## Życiorys
Urodził się w rodzinie polskich Ormian Issaka i Marii z Piotrowiczów. Kształcił się w gimnazjum w Czerniowcach. Egzamin dojrzałości zdał w Wiedniu.
Podczas I wojny światowej był żołnierzem Legionów Polskich. Służył w 3 pułku piechoty w składzie II Brygady. 
Po odzyskaniu przez Polskę niepodległości został przyjęty do Wojska Polskiego. Uczestniczył w wojnie polsko-ukraińskiej i w wojnie polsko-bolszewickiej walcząc w szeregach 3 pułku piechoty Legionów. Został awansowany na stopień porucznika piechoty ze starszeństwem z dniem 1 lipca 1923. W latach 20. był oficerem 5 pułku piechoty Legionów w Wilnie. Został awansowany na stopień kapitana piechoty ze starszeństwem z dniem 1 lipca 1925. W 1932 był oficerem piechoty Korpusu Ochrony Pogranicza. Na stopień majora został mianowany ze starszeństwem z 19 marca 1938 i 9. lokatą w korpusie oficerów piechoty. Został absolwentem studiów na Akademii Handlu Zagranicznego we Lwowie. W 1938 został szefem Wydziału Ogólno-Organizacyjnego Naczelnej Komendy Legii Akademickiej w Państwowym Urzędzie Wychowania Fizycznego i Przysposobienia Wojskowego.
Po wybuchu II wojny światowej w czasie kampanii wrześniowej był dowódcą I batalionu 146 pułku piechoty biorąc udział w bitwie nad Bzurą. Po nastaniu okupacji niemieckiej zaangażował się w działalność konspiracyjną. W 1940 został organizatorem i pierwszym inspektorem Inspektoratu Mielec Związku Walki Zbrojnej (od 1942 Armii Krajowej) i pełnił tę funkcję do 25 lutego 1944. Od 1945 działał w organizacji „NIE” oraz Delegaturze Sił Zbrojnych na Kraj. Został szefem komórki „Z” Obszaru Południowego DSZ. Został członkiem Zrzeszenia „Wolność i Niezawisłość”. Był kierownikiem akcji „Ż”.
Po zakończeniu wojny osiadł w Jeleniej Górze w 1946 zajmując się handlem. Został aresztowany przez UB 22 października 1946 w Krakowie. Był sądzony w procesie pokazowym siedemnastu członków II Zarządu Głównego WiN oraz działaczy Polskiego Stronnictwa Ludowego w Krakowie razem m.in. z płk Franciszkiem Niepokólczyckim, Stanisławem Mierzwą, ppłk Alojzym Kaczmarczykiem i Józefem Ostafinem. Wyrokiem Wojskowego Sądu Rejonowego w Krakowie z dnia 10 września 1947 (sygn. akt Sr 978/47) w składzie sędziowskim pod przewodnictwem Romualda Klimowieckiego został skazany na łączną karę śmierci, utratę praw publicznych, obywatelskich i honorowych na zawsze oraz na przepadek mienia. Bolesław Bierut nie skorzystał z prawa łaski. Wyrok wykonano wieczorem 13 listopada 1947 roku na podwórzu więzienia przy ul. Montelupich strzałem w tył głowy. W tym samym czasie zostali straceni inni skazani: Alojzy Kaczmarczyk i Józef Ostafin, katem był strażnik więzienny Henryk Michalik, którego w protokołach wykonania kary śmierci ujęto jako "dowódcę plutonu egzekucyjnego".
Postanowieniem Sądu Warszawskiego Okręgu Wojskowego w Warszawie z 17 stycznia 1992 wyrok skazujący Waleriana Tumanowicza na śmierć został unieważniony. Grób symboliczny Waleriana Tumanowicza został ustanowiony na Cmentarzu Wojskowym na Powązkach (kwatera B18-1-1).
W 1995 w Krakowie została ustanowiona ulica Waleriana Tumanowicza.

Z krwi jestem Ormianinem, z duszy i przekonań Polakiem... Wraz z mlekiem matki wyssałem nienawiść do Związku Sowieckiego.

## Ordery i odznaczenia
- Krzyż Komandorski Orderu Odrodzenia Polski (pośmiertnie, 23 marca 2017)[13][14]
- Krzyż Niepodległości (9 stycznia 1932)[15][8]
- Krzyż Walecznych (czterokrotnie)[8]
- Srebrny Krzyż Zasługi (14 października 1934)[16][8]
- Medal Pamiątkowy za Wojnę 1918–1921[17]
- Medal Dziesięciolecia Odzyskanej Niepodległości[17]